# جفن (الدوادمي)
جفن، هي قرية من فئة (ب) تقع في محافظة الدوادمي، والتابعة لمنطقة الرياض في السعودية. وتبعد جفن عن محافظة الدوادمي بمسافة تقارب (91) كم.

## التأسيس والنشأة
تأسس المركز عام 1220 هـ بعد قدوم أسرة ( آل دويرج ) من المدينة وتنقلهم بين أكثر من موقع بدء بوادي الرشا ثم المستجدة ثم البرود ثم ناهضة إلى أن استقروا في بلدة جفن . 
وتقع بلدة جفن الأولى والثانية والثالثة شمال وشمال شرق المركز الحالي الذي تأسس عام 1393هـ، والمقدرة مساحته بأكثر من 62250 متر مربع . ويحده مزارع أهالي المركز من جميع الجهات ماعدا الجهة الجنوبية يحده مركز السكران .

## أهمية الموقع
ويشغل مركز جفن موقعاً استراتيجياً حيث اختار الملك فيصل رحمه الله مبنى أول وحدة زراعية للمنطقة عام 1383هـ بمركز جفن لوقوعه وسط إقليم السر . ومازال فرع الوحدة قائم حتى يومنا هذا والذي تصل خدماته لأكثر من تسعة عشر مركزاً وتجمعاً سكانياً . 

## المرافق
ويوجد العديد من الجهات الحكومية ممثلة بمركز جفن وفرع وحدة البيئة والمياه والزراعة والروضة الحكومية ومجمع مدارس البنات ابتدائي ومتوسط وثانوي . ومركز النشاط الاجتماعي ودار الفضيلة النسائية لتحفيظ القرآن الكريم . 

## الأهمية الإقتصادية
أما الناحية الاقتصادية فيشتهر المركز بجانب إقتصادي مزدهر يتكون من عدة محلات تجارية وورش متنوعة، حيث يوجد به أسواق سوبر ماركت ومطاعم وصوالين حلاقة ومغسلة ملابس بالإضافة إلى ورش ميكانيكا وكهرباء للسيارات والمعدات الثقيلة والزراعية وخدمة السيارات وغيرها الكثير من المظاهر الإقتصادية  . 
ويشكل موقع مركز جفن أهمية قصوى لبلدية مدينة ساجر بإعتباره بداية واجهة خدمات البلدية من جهة الشمال (طريق القصيم ) ونهاية خدماتها من الجهة الجنوبية ( طريق شقراء والدوادمي ) . 

## بماذا يشتهر المركز ؟
ويشتهر مركز جفن بأنه منطقة زراعية حيوية حيث تحيط به المزارع من كل جانب وتزرع به الخضار والفواكه بالإضافة إلى القمح والأعلاف . ويعتبر مركز جفن أحد مصادر توزيع التمور . حيث يحتوي على أكثر من 10 الاف نخلة بجميع أنواعها . 

## المعالم التراثية السابقة بمركز جفن
أولا / مقصورة عيد وتقع شرق قليب فايزة . 
ثانياً / سوق الزكاة وهو مدخل منزل الأمير السابق فهد بن عبد الرحمن الدويرج وتجمع به زكاة الثمار وتوزع على السكان . 
ثالثاً / المنحات وهو مكان تصدير المواشي لسحب المياه من القليب ويقع شمال فايزة . 
رابعاً / البركة وهو خزان مياه من الحجر لسقيا أهالي المركز . 
خامساً / المشارب مشروع حكومي شمال جفن القديم .

## معالم المركز وآثارة
* جفن العود بجانب حسو باهت 
* مدرسة جفن القديمة . 
* مبنى الوحدة الزراعية القديمة . 
* هضبة الوشيين . 
* قليب فايزة . 

## أبرز شخصيات مركز جفن
الشاعر / عبد الله بن علي بن محمد بن دويرج الملقب ب ( هدبان ) رحمه الله أحد أبرز شعراء البحر الطويل .

## التضاريس
ويتميز مركز جفن بتضاريسه المتنوعة حيث يقع بين هضبة الوشيين ونفود السر مما أعطاه لمسة جمالية . حيث امتزجت التضاريس ببعضها وأنتجت منظراً خلاباً .

## الطقس
حار وجاف صيفا ومعتدل ليلاً بسبب وجود المزارع المحيطه بالمركز وبارد جداً شتاءً  

## الغطاء النباتي
يشتهر مركز جفن بغطاء نباتي ربيعي جميل وبه بعض النباتات فعلى سبيل المثال لا الحصر ( القريص، الشيح، الحميض، البسباس ) 

## المساحة
62250.09 متر تم الاعتماد على خرائط قوقل ايرث

## إحداثيات المركز
25°17'04.6"N 44°34'11.8"E